# 田島直人

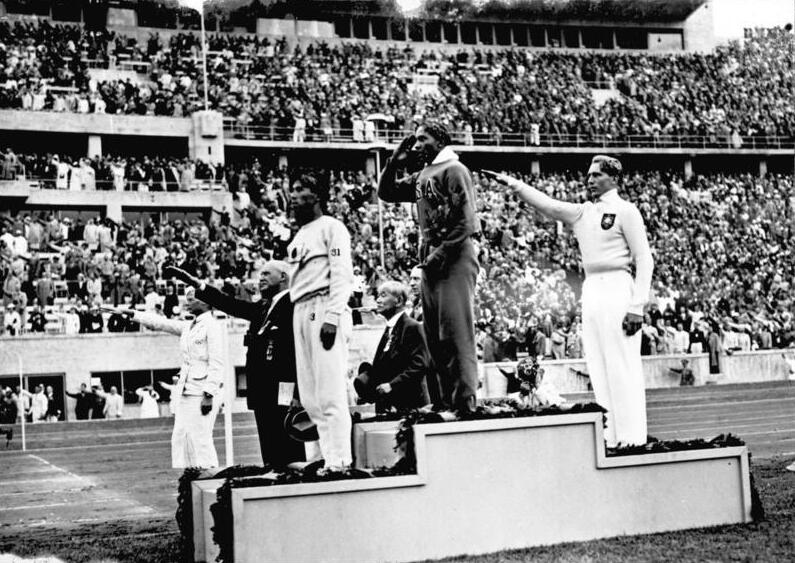
ベルリンオリンピックの走幅跳で3位に入り表彰台に上がる田島直人（左）

田島 直人（たじま なおと、1912年（大正元年）8月15日 - 1990年（平成2年）12月4日）は、日本の男子陸上競技選手。1936年ベルリンオリンピック金メダリスト。

## 経歴
大阪府において出生。その後、父の郷里である山口県玖珂郡岩国町（現在の岩国市）に戻り、岩国尋常高等小・旧制岩国中学（山口県立岩国高校の前身）に進学。兄・田島元も三段跳の日本チャンピオンになったことのあるジャンパーで、旧制広島一中時代の織田幹雄と親交があり岩国中学に来てよく一緒に練習した。この兄と織田の影響で三段跳を始めた。
山口高校（山口大学の前身）を経て京都帝国大学経済学部（現京都大学）を卒業する。
1932年、ロサンゼルスオリンピックに出場し、走幅跳で6位入賞。1936年、ベルリンオリンピックで2度目のオリンピック出場。三段跳で16m00の世界新記録で金メダルを獲得。織田幹雄・南部忠平に続く日本人選手による3大会連続での金メダル獲得であり、リーフェンシュタールの「民族の祭典」にも収録されている。走幅跳でも銅メダルを獲得した。本人は「走幅跳が専門で三段跳は余技」と発言していたとされ、三段跳の金メダルよりも走幅跳の銅メダルの方が嬉しかったと口にしたこともあったという。同大会で田島に次ぐ2位となった原田正夫は同じ京都帝大出身で、田島は後年原田と顔を合わせた際に「幅（走幅跳）はともかく、三段で（原田に）勝とうとは考えもしなかったよ」と述べたという証言が残されている。
ベルリンオリンピック後の1936年、土倉麻（1932年ロサンゼルスオリンピック女子100m・4×100mリレー代表の陸上選手）と結婚。日本初のオリンピック代表選手同士の結婚として話題になった。
現役引退後は三井砂川鉱山に就職してサラリーマンとなる傍ら、日本陸上競技連盟常務理事、日本オリンピック委員会常任委員を歴任、メルボルンオリンピック（1956年）、1964年東京オリンピックでは日本陸上チームのコーチを務めるなど後進の指導に尽力し、日本陸上界の発展に大きく貢献した。
1958年3月から61年4月まで、技術習得などを目的とする炭坑労働者ドイツ派遣事業において、三井鉱山から西ドイツに首席連絡員として赴任。現地新聞でもベルリンオリンピックの金メダリストが赴任してきた大きく報道されたという。
田島は京都帝大出身の秀才で、ドイツ語は流暢に喋ったという。そのため、中京大学ではドイツ語の教授に招聘されたこともあった。
1990年に岩国市名誉市民となり、同年12月4日に78歳で没した。
2004年より山口陸上競技協会などの主催で、田島の功績をたたえた「田島直人記念陸上競技大会」が開催されている。

## 家族
妻の麻（旧姓：土倉）は1932年ロサンゼルスオリンピック陸上競技選手。直人と麻はロサンゼルスに向かう船上で知り合った。
長女は和子（結婚後の姓は小池）。
麻と和子は1964年東京オリンピックでコンパニオンを務めた。和子は、マラソンで優勝したアベベ・ビキラに表彰式で金メダルを渡している。

## 田島直人の木
ベルリン五輪での優勝者は、表彰台でヨーロピアンオークの苗木を鉢植えで贈呈された（オリンピック・オーク）。ドイツにおける「もっと伸びよ」の言葉がこめられたもの。田島が持ち帰った苗木は京都大学農学部植物園に寄贈された。その成育は困難を極めた（枯死の可能性が何度もあった）が、植物学の専門家による対策が功を奏し、後に運動場脇に移植された。この木は20m近い大樹となって長い間親しまれた。2008年に害虫に侵され、同年末に惜しまれつつ伐採された。この樹の種子から育てられた苗木は日本各地の田島ゆかりの場所などに分配・植樹され、成長を続けている。
オリンピック・オークは世界的に見ても戦火の影響等もあって残存したものが少なく、田島が死去した当時はほかにアメリカの選手が持ち帰った2本だけが現存していたといわれる。

## 著書
- 『根性の記録　おれでもやれる』（講談社、1964）

## 関連書籍
- リチャード・マンデル 著、田島直人 訳『ナチ・オリンピック』ベースボール・マガジン社、1976年3月15日。NDLJP:12138852。
- 『栄光の樹 ベルリン五輪三段跳びの覇者　田島直人』（小山尚元（個人出版）、小山尚元・大場冨生（共著）、2004/8、ISBN  9784990217587）

## 賞詞
- 紫綬褒章（1963年）
- 勲三等瑞宝章（1987年）
- 国際オリンピック委員会オリンピックオーダー銀賞（1990年）